# باب الخضراء

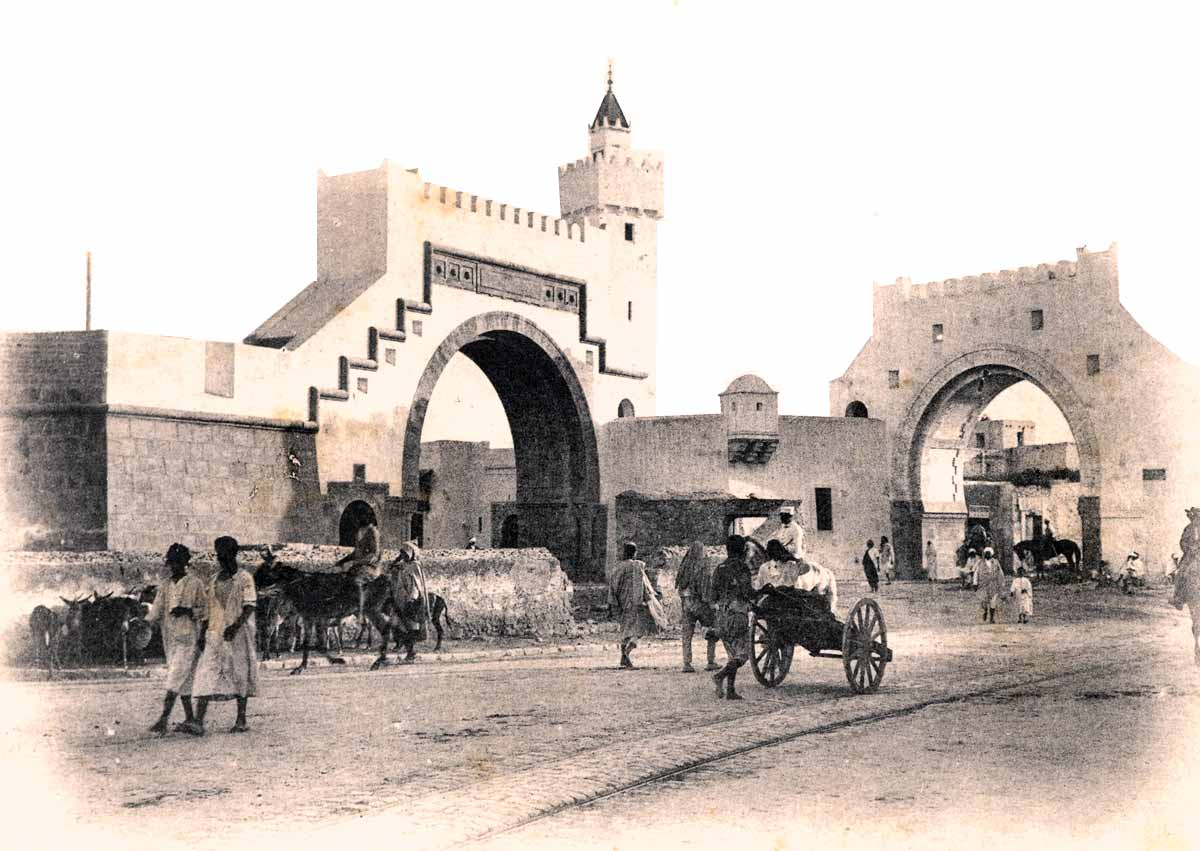
باب الخضراء عام 1890

باب الخضراء، هو أحد أبواب المدينة العتيقة بتونس العاصمة.
يقع شمال المدينة العتيقة. بني حوالي 1320 على شكل قوس بسيط. هدم وأعيد بناؤه على شكله الحالي في 1881 لتسهيل المبادلات التجارية.
اسمه هو أحد تسميات مدينة تونس، ولكنه يحمل الاسم أيضا بسبب البساتين الخضراء التي تمتد من السور إلى حدود أريانة وقرطاج.